# Milan Lasica
Milan Lasica (3. února 1940 Zvolen – 18. července 2021 Bratislava) byl slovenský humorista, dramatik, spisovatel-prozaik, textař, herec, režisér, moderátor a zpěvák. 
Proslavil se zejména ve dvojici s Júliem Satinským.

## Životopis

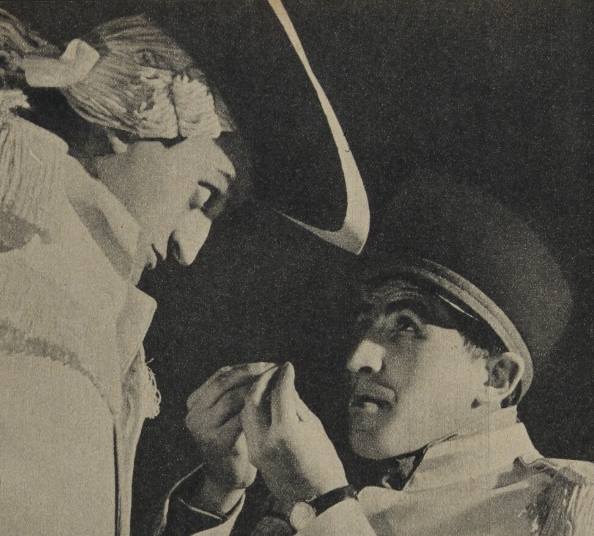
Milan Lasica (vlevo) a Julius Satinský v dramatickém pásmu Poprava sa niekoná (časopis Československý voják, 1963)

Vystudoval dramaturgii se zaměřením na divadla malých forem na VŠMU v Bratislavě. Už během studií začal vystupovat v Tatře, kde předváděl svoje autorské dialogy. V letech 1964–1967 pracoval jako dramaturg Československé televize, v letech 1967–1971 byl členem Divadla Na korze v Bratislavě, v letech 1971–1972 divadla Večerní Brno, v letech 1972–1978 zpěvohry Nové scény v Bratislavě. V roce 1977 podepsal Antichartu.
Od roku 1982 byl uměleckým šéfem Štúdia S, kde až do smrti působil jako ředitel. Jeho první žena byla Zora Kolínska. S druhou manželkou Magdou Vášáryovou má dvě dcery. 
Milan Lasica zemřel 18. července 2021 v důsledku poruchy srdečního rytmu během koncertu ve Štúdiu L+S. Stalo se tak krátce poté, co dozpíval píseň Ja som optimista.

## Tvorba
Začínal psaním autorských dialogů a scének pro sebe a svého partnera Júlia Satinského, ve kterých porušoval všechna pravidla realistického divadla. Ve své dramatické tvorbě si bral za vzor české komiky Voskovce a Wericha, Miroslava Horníčka. Komika Lasici a Satinského je založena na rozebírání banálních životních situací a jejich posunu až do absurdna. Tyto texty také nezůstávají bez skeptického pohledu na slovenskou mentalitu a psal především písňové texty a nazpíval dvě alba starých evergreenů s hudebním seskupením Bratislava Hot Serenaders.

## Filmografie

### Herecká filmografie
- 1961 Vždy možno začať (Farkaš)
- 1962 Výlet po Dunaji (Milan)
- 1965 Nylonový měsíc
- 1966 Večer pro dva
- 1967 Cézar a detektivové (Indián)
- 1968 Soirée
- 1969 Sladké hry minulého léta (Baron)
- 1978 Nekonečná – nevystupovat (Milan)
- 1979 Hodinářova svatební cesta korálovým mořem (nápověda)
- 1979 Ťaví zadok (TV inscenace)
- 1981 Buldoci a třešně
- 1981 Plavčík a Vratko (mág)
- 1982 Srdečný pozdrav ze zeměkoule (ufon „A“ – hlavní role)
- 1983 Samorost (doc. Pavel Šťastný)
- 1983 Tři veteráni (celník)
- 1984 Falešný princ (vezír)
- 1986 Utekajme, už ide! (dr. Mahm)
- 1987 Devět kruhů pekla (dr. Kalivoda)
- 1987 Nedaleko do nebe (Lucifer)
- 1987 Pihovatý Max a strašidla
- 1987 Teta (učitel)
- 1988 Don Juan (TV)
- 1989 Vážení přátelé, ano (Boban Fischer – hlavní role)
- 1991 Tajemství alchymisty Storitze (župan)
- 1992 Výstřel na Bonaparta (TV)
- 1993 Kanárská spojka (muž z Chicaga)
- 1994 Saturnin (doktor Vlach)
- 1997 Výchova dívek v Čechách (Karel Král)
- 1998 Pasti, pasti, pastičky (Bach)
- 1999 Hanele (děda Šafar)
- 2003 Talár a ptačí zob (TV)
- 2005 Konečná stanica (Slípka)
- 2006 Obsluhoval jsem anglického krále (profesor)
- 2014 Jak jsme hráli čáru (dědeček Achberger)

### Režijní filmografie
- 1997 Hlava Medúzy (TV)
- 2001 Chaos (TV podle Mumraje Lea Birinského)
- 2003 Talár a ptačí zob (TV)
- 2003 Úlet (TV)
- 2004 Nadměrné maličkosti: Duch modrého pokoje (TV)

## Dílo

### Knižní publikace
- 1968 Nečakanie na Godota, soubor dramatických scének a povídek (spoluautor Július Satinský) – Tatran
- 1969 Radostná správa pre všetkých, ktorí majú problémy s mechúrom, divadelní představení
- 1971 Ako vzniká sliepka, divadelní představení
- 1988 Tri hry (spoluautor Július Satinský)
- 1970 Lasica, Satinský a vy, výběr z vícera představení dvojice Lasica – Satinský (spoluautor Július Satinský)
- 1985 Bolo nás jedenásť, texty písní
- 1989 Piesne o ničom, texty písní – Tatran
- 1996 L&S I., (souborné dílo Milana Lasici a Júlia Satinského) – Bagala, ISBN 80-967516-6-2
- 1997 Trialóg (spolu s Júliom Satinským a Miroslavom Horníčkom) – L.C.A.,
- 1998 L&S II., (súborné dielo Milana Lasicu a Júlia Satinského) – L.C.A, ISBN 80-88897-27-0
- 1999 Zoči-voči (spoluautor Tomáš Janovic) – L.C.A.,
- 2003 Spoza dverí – Ikar, ISBN 80-551-0575-8
- 2003 Piesne a iné texty – Q 111, ISBN 80-89092-05-5
- 2004 Bledomodrý svet Júliusa Satinského (spoluautor Jan Kolář) – Štúdio L+S, ISBN 80-969028-0-6 (přiloženo CD Škola života L+S (Ako sa stať námorníkom)
- 2005 Lenže ja som iba komik (Rozhovory s Jánom Štrasserom) – Forza Music, ISBN 80-968475-4-6
- 2007 Bodka – Fejtóny 2003–2006, sbírka fejetonů zveřejněných ve slovenském týdeníku Týždeň – Forza Music, ISBN 978-80-968475-8-7
- 2008 – L+S – Jubileum (kniha + CD), Forza Music, ISBN 80-89359-00-0
- 2008 – Dialógy (kniha + CD), Forza Music, ISBN 80-968475-9-7

### Drama
- 1975 Plné vrecká peňazí, muzikálové přepracování hry Jána Soloviče Žobrácke dobrodružstvo
- 1985 Výrobca šťastia, dramatizace románu Vladimíra Mináča (kde také figuruje jako spoluautor)
- 1986 Deň radosti
- 1986 Náš priateľ René, volně podle Jozefa Ignáca Bajzu

### Písňová tvorba – seznam
- viz Seznam písní Milana Lasici

### Diskografie (výběr)
- 1982 S vetrom opreteky - Lasica, Satinský, Jaro Filip - Opus
- 1988 My (Do tanca a na počúvanie) – Milan Lasica, Jaro Filip - Opus
- 1990 Sťahovaví vtáci - Milan Lasica, Jaro Filip – Opus
- 2001 Ja som optimista (Bratislava Hot Serenaders) – Forza Music – CD
- 2002 Celý svet sa mračí (Bratislava Hot Serenaders) – Forza Music – CD
- 2002 Milan Lasica & Bratislava Hot Serenaders – Forza Music – DVD
- 2007 L + S + F – Bolo nás jedenásť – Opus, Sme[4]
- 2008 Müller spieva Lasicu, Lasica spieva Müllera, Müller a Lasica spievajú Filipa – Sony BMG, CD
- 2008 – Slávne texty slávnych piesní – Milan Lasica – Forza Music, (kniha+CD), (edícia Slávne texty slávnych piesní)

#### Kompilace (výběr)
- 2007 Veľkí herci spievajú deťom – Kniha s CD – Enigma, ISBN 978-80-969830-0-1 (na CD zpívají: Milan Lasica, Maroš Kramár, Marián Labuda ml., Boris Farkaš, Zuzana Kronerová, Ondrej Kovaľ, Zuzana Tlučková, Soňa Norisová, František Kovár, Helena Krajčiová)

## Moderování
- 1993 Mojich sedem divov – talkshow se známými osobnostmi[5]
- Kam zmizel ten starý song, v České televizi[6][7][8]

## Ocenění
- V roce 1989 mu byl udělen titul zasloužilý umělec.
- V roce 2003 jej prezident České republiky Václav Havel odměnil státním vyznamenáním Medaile Za zásluhy.[9]
- V roce 2005 jej prezident Slovenské republiky Ivan Gašparovič odměnil Pribinovým křížem II. třídy.[10]
- V roce 2021 mu byla udělena in memoriam Cena Martina Porubjaka za umělecký přínos česko-slovenským vztahům.[11]